# Musculus peroneus brevis
De korte kuitbeenspier is een beenspier aan laterale zijde van het onderbeen.
Deze spier begint iets boven de helft van het het onderbeen. De bovenste aanhechting is aan het kuitbeen, de onderste aan het vijfde (buitenste) middenvoetsbeentje. Bij de voet loopt de pees in een bocht onder de knobbel van het kuitbeen door. Daardoor kan de spier de voet naar beneden trekken, zoals bij de aanzet voor een sprong, maar hij kan ook de voet naar een spreidstand laten draaien, weg van de lichaamsas. De beweging wordt aangestuurd door de nervus fibularis, de zenuw die ook een deel van het gevoel in onderbeen en voet verzorgt. Problemen met deze zenuw kunnen leiden tot een klapvoet en tot een afwijkende gevoeligheid in de voet en de tenen.
In de medische en wetenschappelijke wereld heeft de spier de benamingen fibularis brevis en musculus peroneus brevis. Die laatste wordt ook met een extra a geschreven: musculus peronaeus brevis.

In rood de korte kuitbeenspier